# Sphinx ligustri
Sphinx ligustri de este o specie de molie care poate fi întâlnită în majoritatea zonei palearctice.
Are o anvergură de 12 cm, și poate fi găsită atât în zone urbane, cât și în zone împădurite.

## Dietă
După cum sugerează și numele, omizile se hrănesc cu plante din genul Ligustrum, dar și cu frasin, liliac, iasomie, etc.

## Galerie

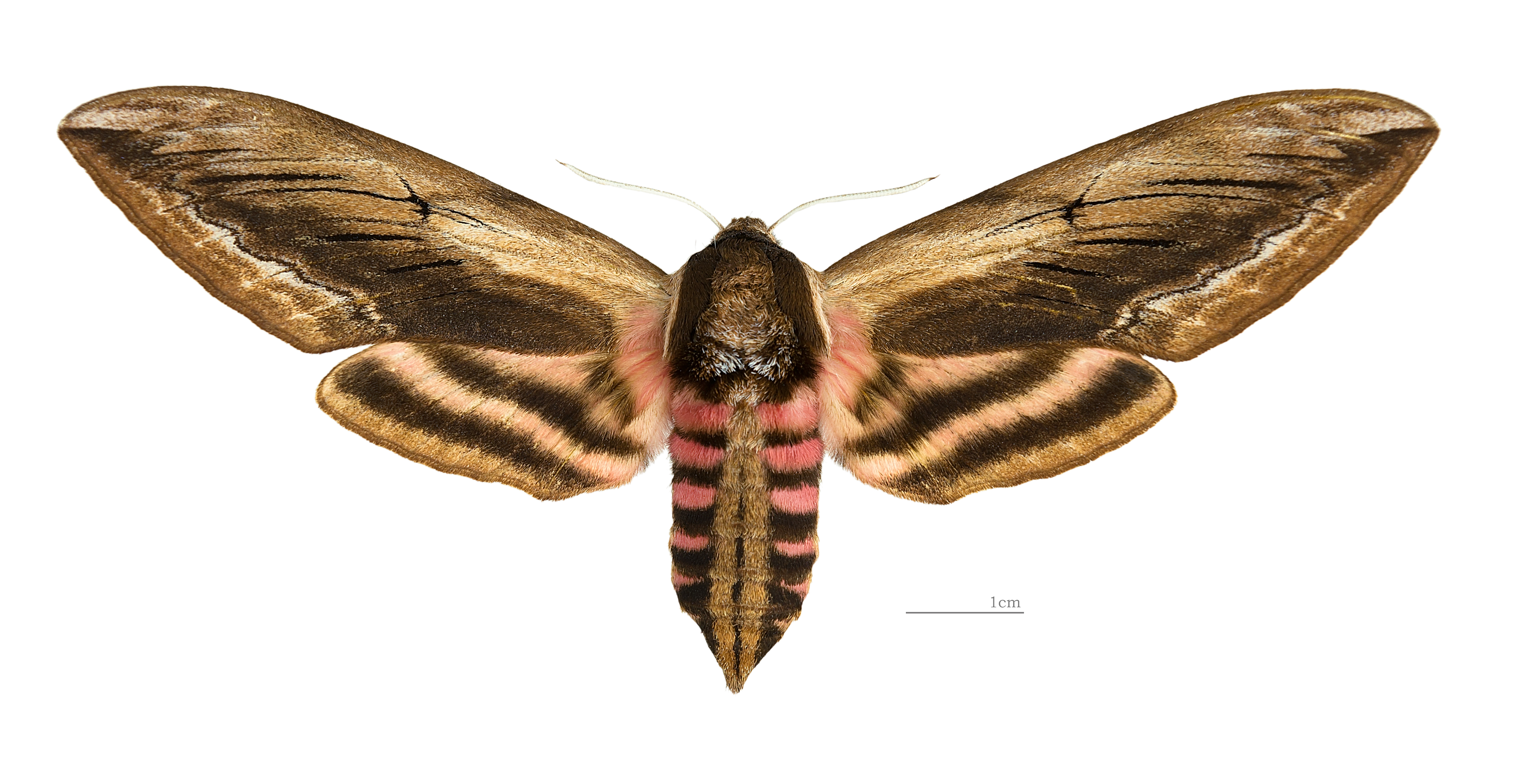
♀ Partea dorsală. MHNT
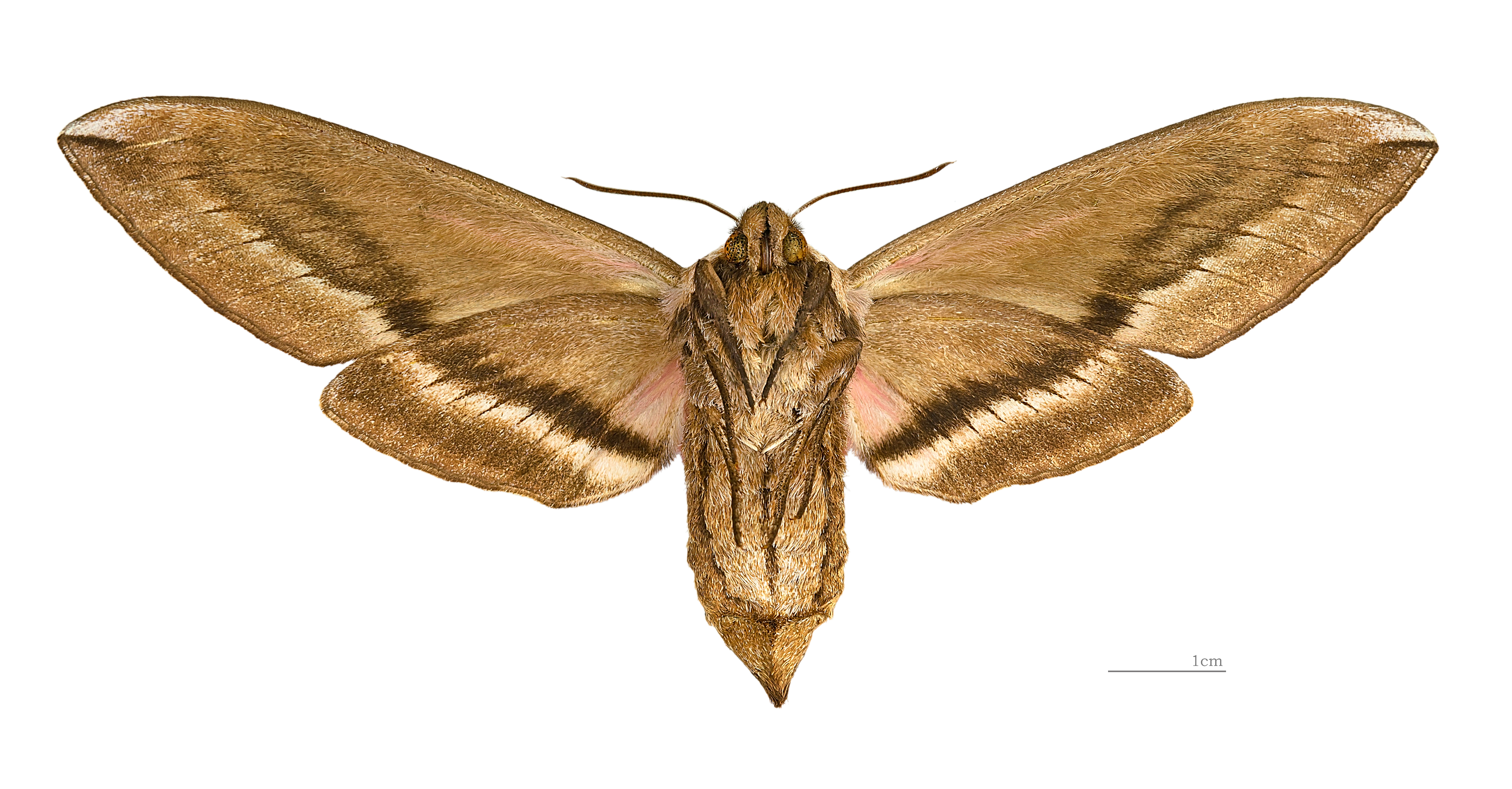
♀ △ Partea ventrală. MHNT
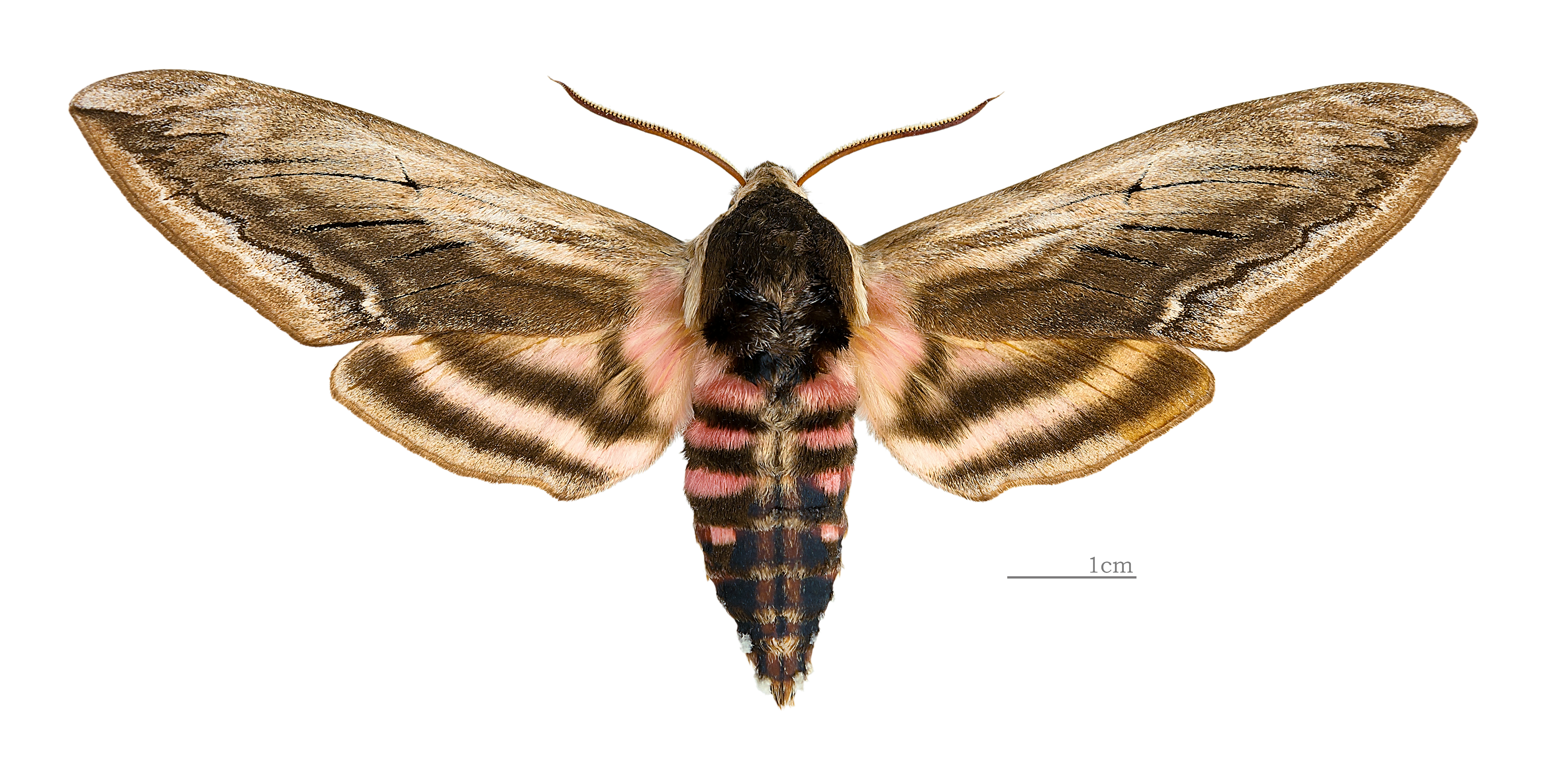
♂ Partea dorsală. MHNT
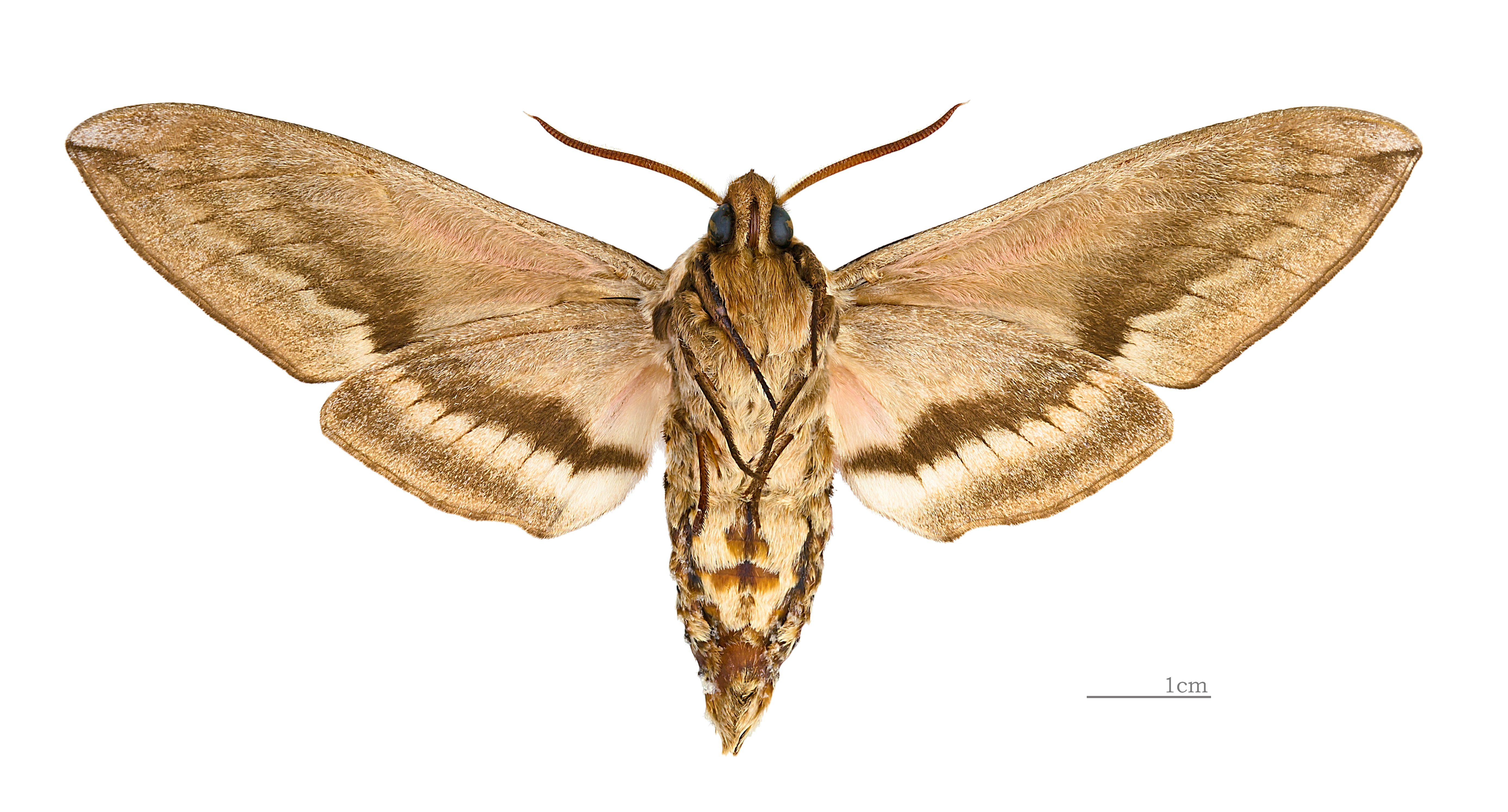
♂△ Partea ventrală. MHNT

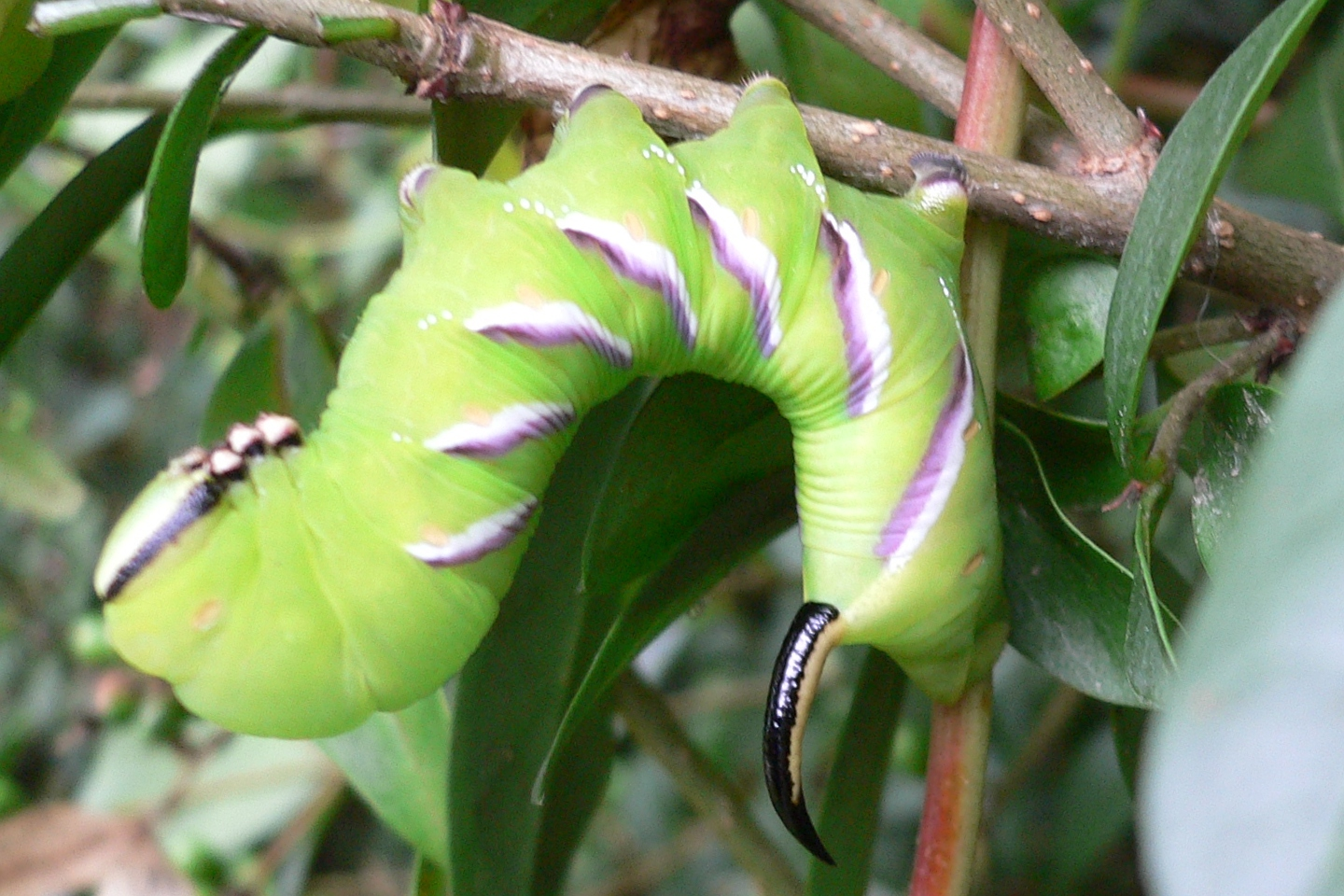
Omidă
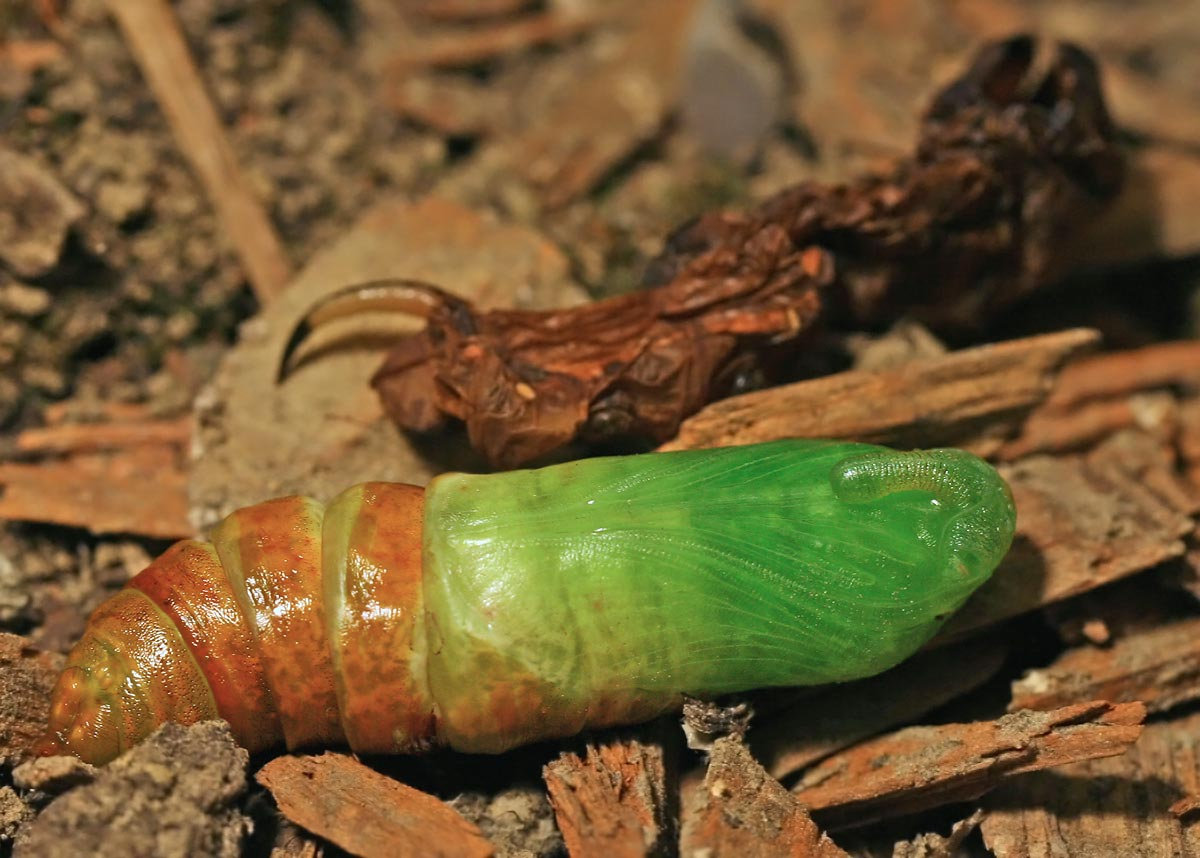
Transformare în pupă
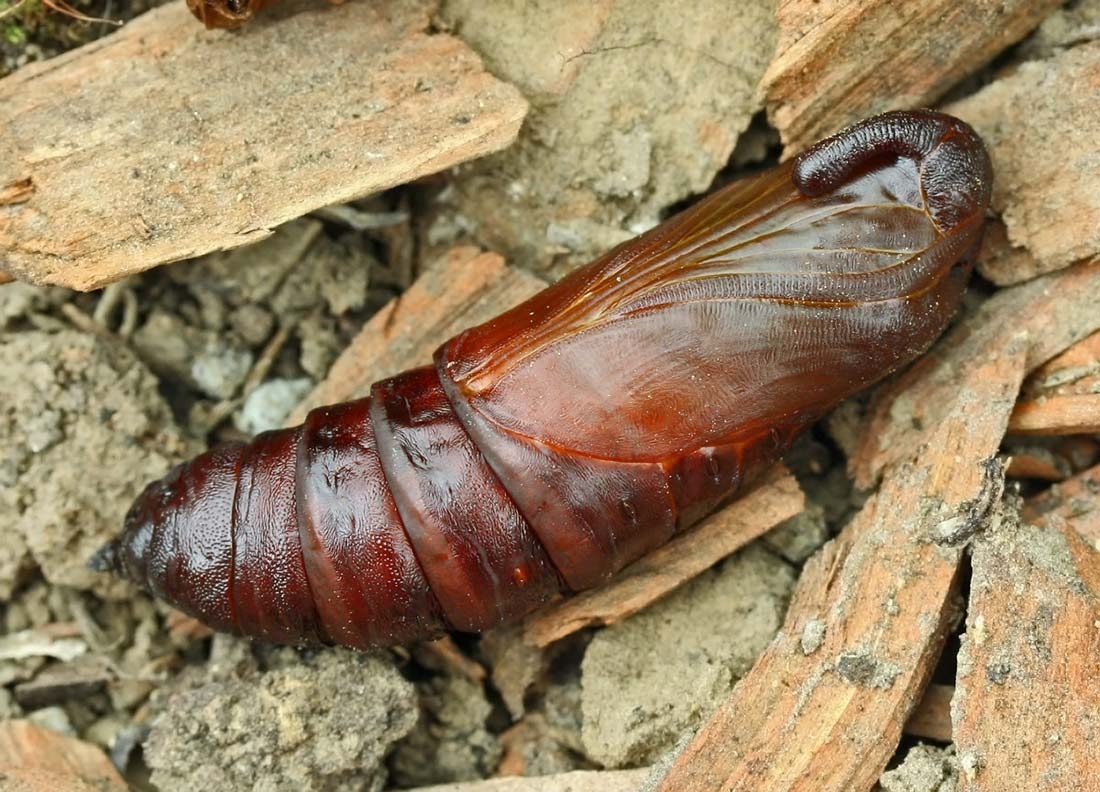
Pupă